# 直角龍屬
直角龍屬（學名：Orthogoniosaurus）是獸腳亞目恐龍的一屬，化石發現於印度賈巴爾普爾的拉米塔組（Lameta Formation），地質年代為上白堊紀麥斯特裡希特階。牠的化石只是一顆小型的牙齒碎片，保存下來的部份長2.7公分。由於牙齒的後緣筆直，故命名直角龍。
在拉米塔組中，直角龍是最早被命名的獸腳亞目，所以有時被歸類為其他同時期獸腳亞目的異名，如印度龍及印度鱷龍。直角龍是根據牙齒而建立的分類單元，這樣的用法並不得到鼓勵。在1990年，拉弗·莫那兒（Ralph Molnar）根據這顆牙齒的形狀，判斷最有可能是獸腳亞目的頜部後段牙齒，而獨特處是沒有鋸齒邊緣。直角龍目前被認為是角鼻龍下目的一個疑名。
從三疊紀晚期的地層發現的拉氏大椎龍（Massospondylus rawesi）也是只有牙齒，有時會被歸類為直角龍的第二物種，但牠可能不是屬於恐龍，或是來自更老的地層。

## 外部連結
- 恐龍博物館──直角龍